# تاریخ موسیقی ایران (کتاب)
تاریخ موسیقی ایران کتابی از حسن مشحون است که در سال ۱۳۷۳ منتشر و در مراسم کتاب سال جمهوری اسلامی ایران به‌عنوان کتاب برگزیده معرفی شد.